# گل‌گیر (شهر)
گُل‌گیر شهری در بخش گلگیر شهرستان مسجدسلیمان دراستان خوزستان واقع در کشور ایران می‌باشد. این شهر بنا به پیشنهاد وزارت کشور و به استناد ماده ۱۳ قانون تعاریف و ضوابط تقسیمات کشوری مصوب سال ۱۳۹۱ مرکز بخش روستای گلگیر به شهر تبدیل و به عنوان شهر گلگیر نام گذاری می‌شود.

## وجه تسمیه
گل گیر در گذشته دارای چشمه های آب شیرین و باغات میوه و درختان فراوانی بوده است ، بارش‌های زیاد و زمین حاصل خیر آن باعث فراوانی گیاهان و رشد انواع گل ها می‌شد به همین سبب آن را گلگیر می نامند.
متأسفانه بروز خشکسالی باعث از بین رفتن باغها و در نبود نظارت حفر تعداد زیادی چاه عمیق توسط عوامل کارخانه سیمان باعث خشک شدن چشمه ها شده است.
از دید جغرافیایی در درازای جغرافیایی ۴۹٫۲۸۵۶ خاوری و پهنای جغرافیایی ۳۱٫۹۶۴۷ گسترده شده‌است. میانگین دمای سالانه ۶ درجه زمستان و ۴۵ درجه تابستان می‌باشد.
گلگیر در دامنه کوه آسماری قرار دارد که در شمال مسجد سلیمان واقع شده‌است.
در تیرماه ۱۳۹۸ زمین‌لرزه‌ای با ۵٫۷ ریشتر شهرستان مسجدسلیمان را لرزاند و بر اثر آن در نقاط مختلفی از مسجدسلیمان و بخش گل‌گیر برخی از دیوارهای منازل قدیمی و فرسوده فرو ریخت و دیوارهای بعضی از منازل ترک برداشت.
اثر فرهنگی تاریخی فرودگاه مسجدسلیمان در دهستان تمبی گلگیر به شماره ۳۲۰۴۵ در فهرست آثار ملی ایران به‌ثبت رسیده‌است.
تپه گل گیر مربوط به شهری باستانی که قدمت آن از هزاره پنجم تا هخامنشیان را شامل می‌شود در منطقه‌ای به همین نام که در ۳۰ کیلومتری جنوب شهر قرار دارد.است و در شهرستان مسجدسلیمان، گلگیر شهر واقع شده و این اثر در تاریخ ۱۷ بهمن ۱۳۹۷ با شمارهٔ ثبت ۳۰۷۲ به‌عنوان یکی از آثار ملی ایران به ثبت رسیده است ۳

## دشت گل‌گیر
دشت گل‌گیر از مناطق گردشی پیرامون مسجدسلیمان است که در ۳۸ کیلومتری شمال شرقی این شهر واقع شده‌است این دشت در فصل بهار گل و سرسبزی زیادی دارد. گلگیر همچنین چشمه آب گوگردی دارد که آب آن به صورت خودجوش از زمین می‌جوشد و در زمستان و پاییز آب آن گرم است و در تابستان و بهار آب آن خنک است، گوگرد موجود در آب این چشمه را دارای خواص درمانی می‌دانند.